# Kantius
Kantius là một chi rêu trong họ Calypogeiaceae.